# Temotufoliki
Temotufoliki ist die drittgrößte Insel des Nanumea-Atolls im südpazifischen Inselstaat Tuvalu. Sie liegt im Osten des Atolls, nur 30 Meter nördlich des östlichen Arms der Hauptinsel Nanumea und grenzt an die südliche Lagune. Die Insel ist 24 Hektar groß.
Die kleine Insel ist dicht bewaldet und unbewohnt.
Traditionellen Überlieferungen nach soll die Insel aus Sand entstanden sein, der aus Körben von zwei Frauen gerieselt ist, als sie vor dem   tongaischen Kriegsherren Tefolaha flohen.